# Демократична партія (Румунія)
Демократична партія (рум. Partidul Democrat, PD) — правоцентристська політична партія в Румунії. У січні 2008 року вона об'єдналась з Ліберальною демократичною партією, що відкололася від Національної ліберальної партії, щоб сформувати Демократичну ліберальну партію.
З 1996 по 2005 партія була членом Соцінтерну. З 2004 по 2007 PD була молодшим членом правлячої коаліції «Альянс справедливості і правди», хоча на думку багатьох румунських опитувань громадської думки партія залишався найпопулярнішою за інші. Хоча він повинен був формально призупинити свою керівну роль в партії, коли обраний президентом в 2004 році, PD був значною мірою пов'язана з румунський президент Траяном Бесеску.